# カル・ミッチェル
カルビン・デビッド・ミッチェル（Calvin David Mitchell, 1999年3月8日 - ）は、アメリカ合衆国カリフォルニア州サンディエゴ出身のプロ野球選手（外野手）。左投左打。現在は、フリーエージェント（FA）。

## 経歴

### プロ入り前
カリフォルニア州サンディエゴにあるランチョ・バーナード高等学校で4年間プレーした。2016年の3年生での成績は打率.371、12本塁打、41打点だった。2017年の4年生での成績は打率.369、11本塁打、34打点だった。高校通算成績は、打率.337、29本塁打、120打点だった。サンディエゴ・トレロスで大学野球をしようとサンディエゴ大学に入学を約束していた。しかし、2017年のMLBドラフト2巡目（全体50位）でピッツバーグ・パイレーツから指名を受け、契約金140万ドルで結んだことにより約束は放棄となった。

### パイレーツ時代
契約後、ルーキーリーグのガルフ・コーストリーグ・パイレーツでデビューした。1年目シーズンは昇格することなく過ごし、43試合に出場し打率.245、2本塁打、20打点を記録した。
2018年はA級サウス・アトランティックリーグのウェストバージニア・パワーで過ごした。4月16日から22日にかけて打率.467、1本塁打、9打点、OPS1.233を記録し週間最優秀選手に選ばれ、オールスターにも選出された。119試合に出場し、打率.280、10本塁打、65打点を記録した。
2019年はA+級フロリダ・ステート・リーグのブレイデントン・マローダーズで過ごし、オールスターにも選出された。118試合に出場し、打率.251、出塁率.304、長打率.406で15本塁打、64打点を記録した。
2020年は新型コロナウイルス感染症の世界的流行によりシーズンが中止されたため、試合には出場しなかった。
2021年はAA級イースタンリーグのアルトゥーナ・カーブでシーズンの殆どを過ごし、108試合に出場し、打率.280、出塁率.330、長打率.429で12本塁打、61打点、19二塁打を記録した。9月中旬のアルトゥーナのシーズン終了後、AAA級インターナショナルリーグのインディアナポリス・インディアンズに昇格し、7試合に出場した。
2022年はAAA級インディアナポリスでシーズンを迎えた。5月24日にメジャー昇格を果たす。当日のPNCパークで行われたコロラド・ロッキーズとのナイトゲームの試合に先発右翼手として起用され、2-1で敗戦を喫したものの相手先発カイル・フリーランドから初安打初打点を記録した。6月5日のアリゾナ・ダイヤモンドバックス戦でメジャー初本塁打を記録した。6月14日のセントルイス・カージナルス戦では相手先発マイルズ・マイコラスが8回と2/3を投げノーヒットノーラン目前だったが、ボールカウント2ストライクからエンタイトルツーベースを放ち安全進塁権で二塁まで進み、ノーヒットノーランを阻止した。
2023年は故障やリハビリにその多くを費やした為、メジャーでの出場は僅か2試合に留まった。その為メジャーでは1安打も放つことが出来ず、9月1日にDFAとなり、5日にAAA級インディアナポリスに降格した。オフの11月6日にFAとなった。

### パドレス傘下時代
2023年11月21日にサンディエゴ・パドレスとマイナー契約を結び、翌22日にAAA級エルパソ・チワワズに配属された。
2024年はスプリングトレーニングに招待選手として参加したが、開幕はマイナーで迎えた。ただ、この年も故障とリハビリでシーズンを棒に振った。その為、メジャーの試合には1試合も出場がなかった。オフの11月4日にFAとなった。

### ホワイトソックス傘下時代
2024年11月24日にシカゴ・ホワイトソックスとマイナー契約を結んで、翌2025年のスプリングトレーニングには招待選手として参加した（同日中にAAA級シャーロット・ナイツに配属）。開幕はAAA級シャーロットで迎えたがメジャーに昇格する機会は無く、4月26日に自由契約となった。

### ジャイアンツ傘下時代
2025年4月29日にサンフランシスコ・ジャイアンツとマイナー契約を結び、同日中にAA級リッチモンド・フライングスクウォーレルズに配属されたが、ここでも昇格する機会が無いまま6月21日に自由契約となった。

## 詳細情報

### 年度別打撃成績
| 年 度    | 球 団    | 試 合 | 打 席 | 打 数 | 得 点 | 安 打 | 二 塁 打 | 三 塁 打 | 本 塁 打 | 塁 打 | 打 点 | 盗 塁 | 盗 塁 死 | 犠 打 | 犠 飛 | 四 球 | 敬 遠 | 死 球 | 三 振 | 併 殺 打 | 打 率 | 出 塁 率 | 長 打 率 | O P S |
| -------- | -------- | ----- | ----- | ----- | ----- | ----- | -------- | -------- | -------- | ----- | ----- | ----- | -------- | ----- | ----- | ----- | ----- | ----- | ----- | -------- | ----- | -------- | -------- | ----- |
| 2022     | PIT      | 69    | 232   | 212   | 21    | 48    | 11       | 0        | 5        | 74    | 17    | 3     | 1        | 1     | 1     | 18    | 0     | 0     | 52    | 3        | .226  | .286     | .349     | .635  |
| 2023     | PIT      | 2     | 5     | 4     | 0     | 0     | 0        | 0        | 0        | 0     | 0     | 0     | 0        | 0     | 0     | 1     | 0     | 0     | 1     | 0        | .000  | .200     | .000     | .200  |
| MLB：2年 | MLB：2年 | 71    | 237   | 216   | 21    | 48    | 11       | 0        | 5        | 74    | 17    | 3     | 1        | 1     | 1     | 19    | 0     | 0     | 53    | 3        | .222  | .284     | .343     | .627  |

- 2024年度シーズン終了時

### 背番号
- 31（2022年 - 2023年）